# Provincia del Sud Ubangi
La provincia del Sud Ubangi, (francese: Province du Sud-Ubangi) è una delle 26 province della Repubblica Democratica del Congo. Il suo capoluogo è la città di Gemena.
La provincia si trova nel Congo nord-occidentale.
Nel precedente ordinamento amministrativo del Congo (in vigore fino al 2015) la provincia non esisteva in quanto faceva parte della più ampia provincia dell'Equatore.

## Geografia antropica

### Suddivisioni amministrative
La provincia del Sud Ubangi è suddivisa nelle città di Gemena (capoluogo), Zongo ed in quattro territori:
- territorio di Kungu, capoluogo: Kungu;
- territorio di Libenge, capoluogo: Libenge;
- territorio di Budjala, capoluogo: Budjala;
- territorio di Gemena, capoluogo: Gemena.